# سوگ سیاوش

قوی قریلگان قلعه، خوارزم (ماوراءالنهر). محل برگزاری آئین سیاوشان و نوروز سیاوشان)

سوگ سیاوش، سیاوشان، سووَشون یا سَووشون، نام نوعی آیین باروری است که در آن‌ها سوگ سیاوش گرفته می‌شده‌است. گستردگی سوگ سیاوش در ایران از آن جا معلوم می‌شود که علی‌رغم هزار و سیصد سال نفوذ اسلام در وجوه مختلف زندگی ایرانیان چند روستا در این منطقه از هرات تا مازندران و جنوب آشتیان و یک مسجد در شیراز هنوز نام سیاوش دارد. همچنین نشانه‌های سوگ سیاوش بر آثار سفالی کهن خوارزم و فرارود (ماوراءالنهر)، نقاشی‌های دیواری پنجکنت سغد، آثار سفالی جدیدتر و نیز در برخی از آئین‌های عزا و تعزیه در ایران امروز باقی مانده‌است. شواهد دیگری از بخش‌های اصیل اسطوره سیاوش در جاهای دیگر، از جمله هنر مینیاتور ایران هم بازمانده‌است.
برخی اسطوره‌شناسان و پژوهشگران با تأکید بر تداوم آیین‌های سوگ سیاوش می‌گویند که این آیین‌ها پس از اسلام بخش مهمی از سوگواری‌ محرم و رویداد عاشورا را شکل می‌دهد.

## گستره تاریخی-جغرافیائی
کهن‌ترین یادگار این اسطوره از دوره نوسنگی و دقیقاً سه هزار سال پیش از میلاد است. آلکساندر مونگیت در حوالی سمرقند سنگ‌نگاره‌ای از این تاریخ به دست آورده‌است که آئین سوگ سیاوش بر آن به روشنی کنده شده‌است. ایجاد شبکه آبیاری در سرزمین دشواری چون آسیای مرکزی، عامل پدیدآمدن، پروردن، تحول و گستردن اسطوره‌است. اطلاعات ما از هزاره دوم پیش از میلاد بیشتر می‌شود، مطالب مندرج در اوستا نیز که مربوط به زمانی پیش از ظهور زردشت است، به همین روزگاران می‌پیوندد. عکس‌های هوائی که پیش از جنگ دوم جهانی از این سرزمین برداشته شد، نشان داد که قوی‌ترین شبکه آبیاری خوارزم متعلق به همین سرزمین است. این شبکه تا تاریخ میلادی ظاهراً سالم، رو به گسترش و بارور بوده‌است. پس از این دوره و در زمانی که تعیین تاریخ دقیق آن فعلاً امکان‌پذیر نیست، شبکه عظیم آبیاری در هم ریخته و صدها روستا و شهر را به ویرانی تبدیل کرده‌است. از نظر جغرافیائی تمام منطقه معروف به خوارزم (پنجکنت، افراسیاب، سمرقند، رخش و…) و سرزمینی که آن را باکتریا نام داده‌اند، به ویژه مرو، دارای آثار سیاوشانی است. اما سیاوشان در جاهائی هم گرفته شد که به همین نام باقی‌ماند، مثل روستاهای سیاوشان در تمام ایران و برخی اماکن مثل مسجد سیاوش در شهر شیراز. اینک روشن شده‌است که این آبادانی هزار سال دوام آورده اما در اثر یک خشکسالی عظیم و زمین‌لرزه‌های پرشمار از بین رفته‌است.

## سیر تاریخی

### پیدایش-توتم اسپ
شواهدی آشکار حکایت از آن دارد که سیاوش نخست اسپ بوده و از آن جا که آثار آن مخصوصاً در آئین تدفین مردگان بارزتر است، به اعتقادی توتمی تعلق دارد. در این صورت با باورهای آن عده از ایرانیان که قربانی اسپ داشتند و در اوستا از آنان و قربانی‌های اسپ شان فراوان سخن رفته‌است، سازگاری ندارد. شکلی هم که در اوستا داریم ارتباطی با این آئین ندارد، بلکه در اوستا سیاوش همان فرزند کاووس و پدر کیخسرو است که در روایت اوستا به خیانت کشته شده‌است مثلاً در گِوش (درواسپ) یشت (یشت ۲۱) می‌خوانیم:
 ای درَواسپ! ای نیک! ای تواناترین!
مرا این کامیابی ارزانی دار که من - پسر خونخواه سیاوش - افراسیاب سیاهکار تورانی را در کرانه دریای ژرف و پهناور چیچَست به خونخواهی سیاوش ناموَر - که ناجوانمردانه کشته شد - و به کین‌خواهی اَغریرِث دلیر بکُشم..
باورهای توتمی در دوره‌های مشخصی از زندگی انسان شکل می‌گیرد و در هر صورت و به‌طور عمده متعلق به دوره‌های پیش از فلز، مخصوصاً از دوره شکار و گردآوری غذا از کهن سنگی تا دوره نوسنگی است. عهد کشاورزی نیز متعلق به دوره نوسنگی است، بنابراین شکل توتمیک سیاوش بایستی در همین دوره و اسطوره کشاورزی آن در دوره نوسنگی شکل گرفته باشد، اما بی شک در دوران طولانی، یعنی تا دوره ساسانی و سرانجام شاید سدهٔ چهارم میلادی باقی باشد. سیاوش از خاندانی است که در ترکیب اسم عده زیادی از آنان واژه اسپ دیده می‌شود. سیاوش نخستین نفر از کیانیان است که نام او با اسب ساخته شده‌است. همچنین قابل تصور است که چرا نام او syavaspa (سیاهسپ) نشده یعنی نه از واژه aspa بلکه از vasna ساخته شده‌است. نام‌های نر و مرد در زبان‌های آریائی حکایت از مرگ دارد و خود واژه مرد اصلاً یعنی مردنی. در روایات ایرانی مثل شاهنامه سیاوش برای فرزند خود، کیخسرو، سه چیز باقی می‌گذارد: اسب، نیزه و زره. حال، سیاوش با اسپ خود وصیت می‌کند و کیخسرو را به او می‌سپارد. حال اسپ نشانه وفاداری به توتم و نگهداری آن است. در واقع از توتم خواسته شده‌است که یکی از فرزندان خود را بپاید. شاید توتم، ریشه اختلاف یا یکی از وجوه اختلاف قومی بوده‌است. نیزه و زره هر دو به عنوان ابزارهای جادوئی که می‌توان با آن‌ها به فر (نیروی جادوئی شاهان) دست یافت، مدت‌ها است که شناخته شده‌است. (توجه: معلوم نیست نویسنده این مطالب به چه مرجع اصیلی استناد کرده است. در شاهنامه فردوسی، سیاوش به هنگام مرک هرگز فرزند خود را نمی بیند چون فرنگیس هنوز باردار است. بعدها و پس از زایمان، پیران آن کودک، کیخسرو را به شبانان کوه قلا می سپارد.)

### اسطوره کشت
بخش دیگری از سیاوشان، اسطوره‌ای است معروف، اسطوره مرگ و زندگی، پژمردن و بهار کردن که نمونه هائی در آئین‌های دیگر چه در آسیا، چه در آفریقا و چه در آمریکای جنوبی دارد. در این داستان‌ها خزان کامل (مرگ سیاوش) و بهار پس از آن (تولد کیخسرو پس از مرگ سیاوش) و نیز رفتن سیاوش به درون آتش (به نشانه خزان) و زنده آمدن او (بهار) دیده می‌شود. اسطوره نماد مرگ و رستاخیز و تابع الگوی خزان و بهار است.. آداب آن به منظور تشویق نیروهای آسمانی برای ادامه دادن به بخشایش‌های سالانه منابع حیات است…

### سیاوش-خدا
خدا شدن سیاوش هم در آسیای میانه دارای شواهدی است، از جمله در روی استودانی که از انواع استودان‌های پیشین است و در
انگ‌قلعه پیدا شد، تصویری دیده می‌شود که آشکارا نشانه خورشید است. در تصویر پیچیده سیاوش ویژگی خدای خورشید بودن به اندازه کافی روشن است. تولستوف در این مورد بر این باور است که ورود این قهرمان به آتش که در شاهنامه آمده، گواهی مهم است. همچنین ازدواج سیاوش و فرنگیس در شاهنامه شباهتی با ازدواج مهر و ناهید دارد. نر شخی هم یادآوری می‌کند که در روز اول سال نو یعنی جشن برابری شب و روز در تقویم خورشیدی، ساکنان بخارا از طلوع خورشید، خروس برای سیاوش قربانی می‌کردند و این پرنده‌ای است که همه جا وقف خورشید می‌شود.

## سیاوش در فرهنگ کشاورزی آسیای مرکزی
سیاوش، ازجمله، در میان خدایان آسیای مرکزی اگر نه خدا بلکه نماد باروری و زایش دوباره است. البته در ساخت مذاهب قدیم، معمولاً خدایان جا عوض می‌کنند یا دست کم نقش خود را به دیگری واگذار می‌کنند. شواهد شاه شدن سیاوش گذشته از آئین‌ها در تصویرهای او هم دیده می‌شود. از میان این تصاویر در دو جا بیشتر می‌توان این نمود را ملاحظه کرد، یکی روی کوزه مرو است و دیگری نقش‌های دیواری پنجکند. در روی کوزه مرو در یک طرف سیاوش را سوار اسبی سیاه، با جامه شاهانه تیر و کمان به دست می‌بینیم. در طرف دیگر که صحنه زاری بر جسد او ترسیم شده، اگر چه تاج بر سر ندارد، اما همان جامه‌های شاهانه را به تن دارد. در نقاشی دیواری پنجکند دو صحنه زاری بر او در میان چادری یا چیزی که نماد چادر است، دیده می‌شود، سیاوش تاج بر سر و جامه‌ای آراسته به تن دارد.

## دوره سیاوش در تاریخ
اهمیت آیین سیاوش در آسیای مرکزی، مخصوصاً از دوره هخامنشی، چنان است که تولستوف -محقق برجسته روس که آثار مهمی دربارهٔ فرهنگ و تمدن آسیای مرکزی دارد- در یکی از آثار خویش دربارهٔ تمدن خوارزم، به یک دوره سیاوش اعتقاد یافت و کوشید جوانب تمدنی، مردم‌شناختی، باستان‌شناختی و بالاخره تاریخی این دوره را بررسی کند. آنچه از اهم است مرکزیت اعتقادات مذهبی و اجتماعی است، به‌طوری‌که از آغاز دوره میلادی که سکه‌ها پدیدار می‌شود. نشانه آئین بر این سکه‌ها دست کم پیکر سواری است که در پشت سکه دیده می‌شود و این به ویژه نخستین سکه‌های محلی خوارزم با نقش سر یک شاه بر روی آن است. بزرگ‌ترین تظاهرات سیاوشان بر روی سکه‌های شاهان سلسله آفریغی خوارزم است که از علاقه شدید آنان به سیاوش، چه بر اساس روایات ارزشمند بیرونی و چه سکه‌هایشان آگاهی داریم.

## نوروز سیاوشان
عده زیادی از دانشمندانی که دربارهٔ فرهنگ آسیای مرکزی مطالعه کرده‌اند، باور دارند که سیاوشان مراسم سال نو است. برخی حتی می‌اندیشند که سیاوشان عامل منحصربه‌فرد پدید آمدن جشن آغاز سال است. می‌دانیم که آئین‌های خدایان گیاهی می‌تواند به پدید آمدن جشن ثابتی در آغاز سال خورشیدی کمک کند، یا اصولاً آن را سبب شود، بهار تولد دوباره طبیعت است. اما در ایران مراسم نوروز از کهن‌ترین زمان هائی که تاریخ تقویم و تاریخ نجوم، یافته‌های باستان‌شناسی، وضعیت ساختمان هائی مثل تخت جمشید و قوی قریلگان قلعه حکایت می‌کند، بسیار دقیق و درست در نخستین روز فصل بهار گرفته می‌شود. اصولاً مراسمی که برای خدایان گیاهی گرفته می‌شده با آغاز سال نو هم‌زمان بوده‌است. در واقع این مراسم برای دعوت و تشویق نیروهای زایای طبیعت به زاد و ولد گرفته می‌شده‌است. به‌علاوه مراسم فروردگان (جشن‌ها و آئین هائی که سالانه برای مردگان گرفته می‌شد) در ایران همیشه پیش از نوروز انجام می‌شده‌است.

## مراسم عزاداری پس از اسلام
شواهد فراوانی وجود دارد که در ایران پس از اسلام عمده مراسم عزاداری، به ویژه سوگ آئین غیررسمی تحت تأثیر آئین سوگ سیاوش بوده و آثار آن تا امروز باقی است. در این میان هر چه به حوزه آمودریا نزدیک تر شویم، سوگ آئین‌ها به آئین سوگ سیاوش نزدیک ترند ولو این که سوگمند یا آئین ورز، مثلاً تیمور گورکانی باشد. دورترین اثر مستقیمی که از سیاوشان می‌توان دید بین عرب‌های شیعه در عراق است که سوگ امام سوم خویش، به ویژه زنان، سر و سینه را برهنه و موها را افشان می‌کنند، زاری کنان بر سر و سینه می‌زنند وتا دیری موی خود را کوتاه نمی‌کنند. در بین اهل تسنن اساساً چنین رسم هائی وجود ندارد و این نشان می‌دهد که حتی در بین‌النهرین آداب بازمانده سوگ، ایرانی است یا بهتر بگوئیم صرفاً از دوره اسلامی ایران اثری دارد. کهن‌ترین یادگارهای سوگ سیاوش در دوره اسلامی یکی سوگ آئین‌های آسیای مرکزی، مخصوصاً در بخارا است و دیگری کارهای عبدالرحمن ابومسلم خراسانی در استفاده از این آئین در تجهیز ایرانیان علیه حکومت عربی. به این ترتیب یک قیام بزرگ که منجر به حکومت بنی عباس شد، با یک شعار ایرانی (رنگ اسپ سیاه سیاوش)، هویت یافت و به نتیجه رسید. از آنجا که این نهضت در خراسان و یکی از مراکز مهمی صورت گرفت که در آن آئین سیاوش کاملاً شناخته بود (مرو)، رنگ ایرانی ماجرا و اثر سوگ آئین در شکل‌گیری و پیروزی آن بی تأثیر نبوده‌است. می‌دانیم که جامه نیلی کردن که بعدها سیاه پوشی و سیاه جامگی شده‌است، از آئین سیاوش گرفته شده‌است.

## سیاوش در فرهنگ عامیانه ایران
توجهی به میزان نسبتاً مهمی از روایات سیاوش که در بین مردم ما باقی مانده‌است و امروزه کمرنگ یا فراموش می‌شود، نشان می‌دهد که سیاوش جای مهمی را در بین توده مردم ایران داشته‌است، به‌طوری‌که حجم روایات عامیانه مربوط به او پس از قهرمانان بزرگی مثل رستم و سهراب قرار دارد. در این گونه روایات نقش بارز مذهب و اسطوره را می‌توان یافت. اسپ سیاوش در روایات «شبرنگ» است و در برخی روایات «شبدیز». در روایتی دیگر، فرشته‌ای در زایمان فرنگیس کمک می‌کند تا سیاوش زاده شود. از آثار اسطوره سیاوش در ایران، داستان هائی است که در آن اسپ به وجهی به راهنمائی و رهبری انسان می‌پردازد که ویژه اسطوره‌است، یعنی اسپ در این داستان نقش ساختاری دارد و نه تنها عملکردی مثل اسپ‌های حماسی (مانند «ملک جمشید و کره بادی» به روایت احمد شاملو) در سطور زیر به برخی از آئین‌های بازمانده از سوگ سیاوش اشاره می‌شود:

### نخل بندی و نخل گردانی
مراسم نخل گردانی در شهر یزد در ماه محرم از آداب مشهور عزاداری حسینی در شهرهای کویری است که آئینی بر گرفته از آئین سیاوشان می‌باشد.
نخل گردانی یکی از آداب مشهور عزاداری برای امام سوم شیعیان در ایران است که به‌طور عمده در شهرهای مرکزی ایران، یزد، نائین، کاشان، فردوس و شهرها، شهرک‌ها و حتی برخی روستاهای مناطق کویری گرفته می‌شود. نخل عبارت است از اتاق کوچکی که مقطع عمودی دو طرف آن شبیه یک سرو است و از چوب و دیواره‌هایی شبکه دار ساخته می‌شود. برخی از نخل‌ها بسیار بزرگ هستند. نخل را با انواع پارچه، شال، ترمه می‌آرایند و در روزهای عزا مخصوصاً عاشورا آن را طی آدابی بر دوش می‌کشند و همراه عزاداران در شهر می‌گردانند و در پایان مراسم به جای اولش که معمولاً تکیه‌ای است برمی‌گردانند. شواهدی آشکار و پنهان در نخل گردانی وجود دارد که نشان می‌دهد ادامه سیاوشان‌های بسیار کهن است. در بررسی مراسم سیاوشان بر دیواری از کاخ پنجکند دیده می‌شود که سوگواران اتاقی چادر مانند را که پیکر سیاوش و سه تن از عزاداران در آن است، بر دوش می‌کشند. اتاق دارای پنجره هائی است که پیکر سیاوش و عزاداران از آن‌ها پیداست. شکل شبکه دار نخل و وجود پنجره‌های کوچک فراوان در آن، یادآور همان اتاق چادر مانند است.

### سیاوش در بین عشایر
سیاوشان را عشایر ایران هم می‌گرفتند. اطلاعات اساسی ما دربارهٔ کردها و قشقائی‌ها است، یک روایت قشقائی گویای پیکره اصلی همان چیزی است که در بین مردم شهرها تعزیه سیاوش نامیده می‌شود و بازمانده ناقص یا تحول یافته‌ای از سیاوشان کهن است. سیاوشان عشایر فارس تا حدود انقلاب ۱۳۵۷ در جشن‌ها و عیدها، هنگامی که عده زیادی در چادرها به گرد هم می‌آمدند، اجرا می‌شد. بر طبق روایت یک زن و شوهر قشقائی در سال ۱۳۵۵ شمسی سیاوشان بیش از آنکه حالت تعزیه داشته باشد، وضع یک نمایش را داشته و در واقع از تعزیه‌های نمایشی بوده‌است. شرکت کنندگان در تعزیه به دو گروه تقسیم می‌شوند، پیروان یا طرفداران سیاوش و طرفداران سودابه و افراسیاب. کردها نیز در بسیاری از مناطق از جمله احمدآباد واقع در شمال آتشکده آذرگشنسب (شیز) در تکاب چنین مراسمی داشته‌اند.

### سوگ آئین‌های لری
آئین سوگ را در بخشی از ایران «چَمِر» (chamer) می‌گفته‌اند که اکنون تنها به بخش‌های کوچکی از لرستان محدود شده‌است. نوع مراسم به این شکل است که میت را پس از شستن و کفن کردن در بین شاخه‌های سبز بید می‌پیچند و آن را به همین صورت کنار گورش که معمولاً گورستانی در نزدیکی چشمه است می‌گذارند. سپس اسپ سیاهی را که یالش به پهلو شانه شده‌است را از دور به گور و میت نزدیک می‌کنند. در این هنگام مردان و به ویژه زنان به شیون و زاری و مو فشانی می‌پردازند. وقتی هم که اسپ را آرام آرام می‌برند شیون و زاری شدت می‌گیرد. چمر شعر ویژه خود را هم دارد.

### سیاوش نزد اهل حق
اهل حق علاقه فراوانی به سیاوش دارند و فراوان از نام‌های سیاوش و «یحیی» (نام مستعار سیاوش پس از اسلام) و دیگر شهیدان استفاده می‌کنند. در اینکه بخش مهمی از باورهای اهل حق با اعتقادات ایران قدیم ارتباط دارد، تردیدی نیست. در میان سرودهای اهل حق، از جمله در سرودهای عالی قلندر که از پیشوایان ایشان است، اشعار بی نظیری از سیاوش دیده می‌شود.

### پیر شالیار
آثاری از اسطوره سیاوش در مراسم پیر شالیار کردستان (اورمانات تخت) باقی مانده‌است. این نشانه‌ها بسیار جسته و گریخته و سطحی است و تنها نام‌ها راهنما هستند. بر اساس اعتقادهای اورمان تخت، دو پیر شالیار وجود داشته‌اند، یکی پسر جاماسپ از پیروان زردشت که او را از پیشوایان آئین زردشتی و مبلغ آن در اورمان می‌شمارند. این پیر دربارهٔ مذهب زردشتی کتابی نوشته که به معرفت پیر شالیار معروف است.. اما پیر شالیاری که یادبود جشن عروسی او هر ساله در دهم و یازدهم بهمن ماه در اورمان تخت برگزار می‌شود، پیر شالیار دوم است که به روایت اهالی اورمان تخت در قرن پنجم هجری می‌زیسته و در سال ۴۸۰ پیامبر اسلام را به خواب دیده‌است و فردای آن روز اسلام آورده، نام خود را به مصطفی پسر خرداد تغییر داده و در معرفت پیر شالیار دست برده و قسمت‌هایی را که با اسلام همسوئی نداشته حذف کرده‌است. هرچند مراسمی که برای پیر شالیار گرفته می‌شود به شدت یادآور آئین‌های دین مهر است، اما بخشی از آن با اسطوره سیاوش گره خورده‌است. در زبان کردی به سوگ سیاوش سوسیا یا سوسیاو می‌گویند.

## تعزیه
تعزیه به‌طور عمده، آئین ایرانی سوگ فرزندان امام اول شیعیان است. از آنجا که نه اهل تسنن چنین آئینی دارند و نه جای دیگری جز ایران و شهرهای شیعه‌نشین عراق (که جزئی از ایران قدیم بوده) رسم عزاداری پیشوایان مذهبی به این شکل گرفته می‌شود، ناچار باید بر رنگ اصیل ایرانی چنین مراسمی تأکید کرد و ریشه آن را در آئین ایرانی جستجو کرد. نخستین مطلب قابل توجه این است که جامه نیلی کردن و سیاه پوشیدن چه در عزای امام سوم و چه در دیگر سوگ‌های ایرانیان از آئین سوگ سیاوش آمده‌است. سیاه پوشیدن نه در بین اعراب وجود داشته و نه در بین ایرانیانی که همسایه ما بوده‌اند. پیامبر اسلام حتی سیاه پوشیدن را نکوهیده‌است. می‌دانیم که در مراسم عزاداری برای امام سوم شیعیان، عزاداران آرزو می‌کنند که کاش همراه او بودند و به آن فیض عظیم می‌رسیدند؛ یعنی عزاداران آرزو می‌کنند که چون امام خود باشند و با او در سرنوشت او شریک. این حس، تازه و ویژه شیعیان نیست. وحدت با قهرمان آرزوی دیرینه بشر است و در سیاوشان فراوان به چشم می‌خورد. نکته دیگری که در تعزیه قابل توجه است آمدن اسپ و شیون و مویه زنان است. در تصویرهائی که از مراسم سوگ سیاوش، به ویژه در آسیای مرکزی داریم، اسپ سیاوش را رو به چادر یا نماد چادری می‌آورد که پیکر سیاوش در آن آرمیده‌است. در همین حال زنان در حال مویه‌اند و موهای خود را پریشان می‌کنند. مطلب دیگر سرودهای سوگ است که در سیاوشان خوانده می‌شده و شباهت با اشعاری دارد که برای امام سوم شیعیان خوانده می‌شود. در سوگ سیاوش عزادار باد خوان به توصیف قامت، زیبائی، دلیری، اسپ و دیگر امتیازات سیاوش می‌پردازد.

## در ادبیّات نوین فارسی
سووشون سیمین دانشور و سیاوش‌خوانی بهرام بیضایی اشارات مستقیمی به سوگ سیاوش دارند.